# 黄洼瓣花
黄洼瓣花（学名：Lloydia delavayi）为百合科洼瓣花属下的一个种。

## 扩展阅读
- 維基物種上的相關：黄洼瓣花